# Городище (деревня, Москва)
Городище — деревня в Новомосковском административном округе Москвы (до 1 июля 2012 года была в составе Ленинского района Московской области). Входит в состав поселения Воскресенское.

## Население
| 1859 | 1890 | 1899 | 1926 | 2002 | 2006 | 2010 |
| ---- | ---- | ---- | ---- | ---- | ---- | ---- |
| 37   | ↗58  | ↗78  | ↗86  | ↘56  | ↘40  | ↗124 |

Согласно Всероссийской переписи, в 2002 году в деревне проживало 56 человек (26 мужчин и 30 женщин).

## География
Деревня Городище находится в восточной части Новомосковского административного округа, примерно в 27 км к юго-западу от центра города Москвы и 9 км к юго-востоку от центра города Московский, на правом берегу реки Сосенки бассейна Пахры.
В 1,5 км к северу от деревни проходит Калужское шоссе А130, в 11 км к востоку — Симферопольское шоссе М2, в 8,5 км к северо-востоку — Московская кольцевая автодорога, в 9 км к востоку — линия Курского направления Московской железной дороги.
В деревне 17 улиц, 2 проезда и 1 переулок. Ближайшие населённые пункты — посёлок подсобного хозяйства «Воскресенское» и деревня Ямонтово.

## История
В «Списке населённых мест» 1862 года — казённая деревня 1-го стана Подольского уезда Московской губернии по левую сторону старокалужского тракта, в 13 верстах от уездного города и 31 версте от становой квартиры, при речке Соринке, с 8 дворами и 37 жителями (21 мужчина, 16 женщин).
По данным на 1899 год — деревня Десенской волости Подольского уезда с 78 жителями.
В 1913 году — 12 дворов.
По материалам Всесоюзной переписи населения 1926 года — деревня Ямонтовского сельсовета Десенской волости Подольского уезда в 2,1 км от Калужского шоссе и 8,5 км от станции Щербинка Курской железной дороги, проживало 86 жителей (43 мужчины, 43 женщины), насчитывалось 16 крестьянских хозяйств.
С 1929 до 2012 гг. — населённый пункт Московской области в составе Красно-Пахорского района (1929—1946); Калининского района (1946—1957); Ленинского района (1957—1960, 1965—2012); Ульяновского района (1960—1963); Ленинского укрупнённого сельского района (1963—1965).
С 2012 года — в составе города Москвы.